# Hornkonzerte (Mozart)

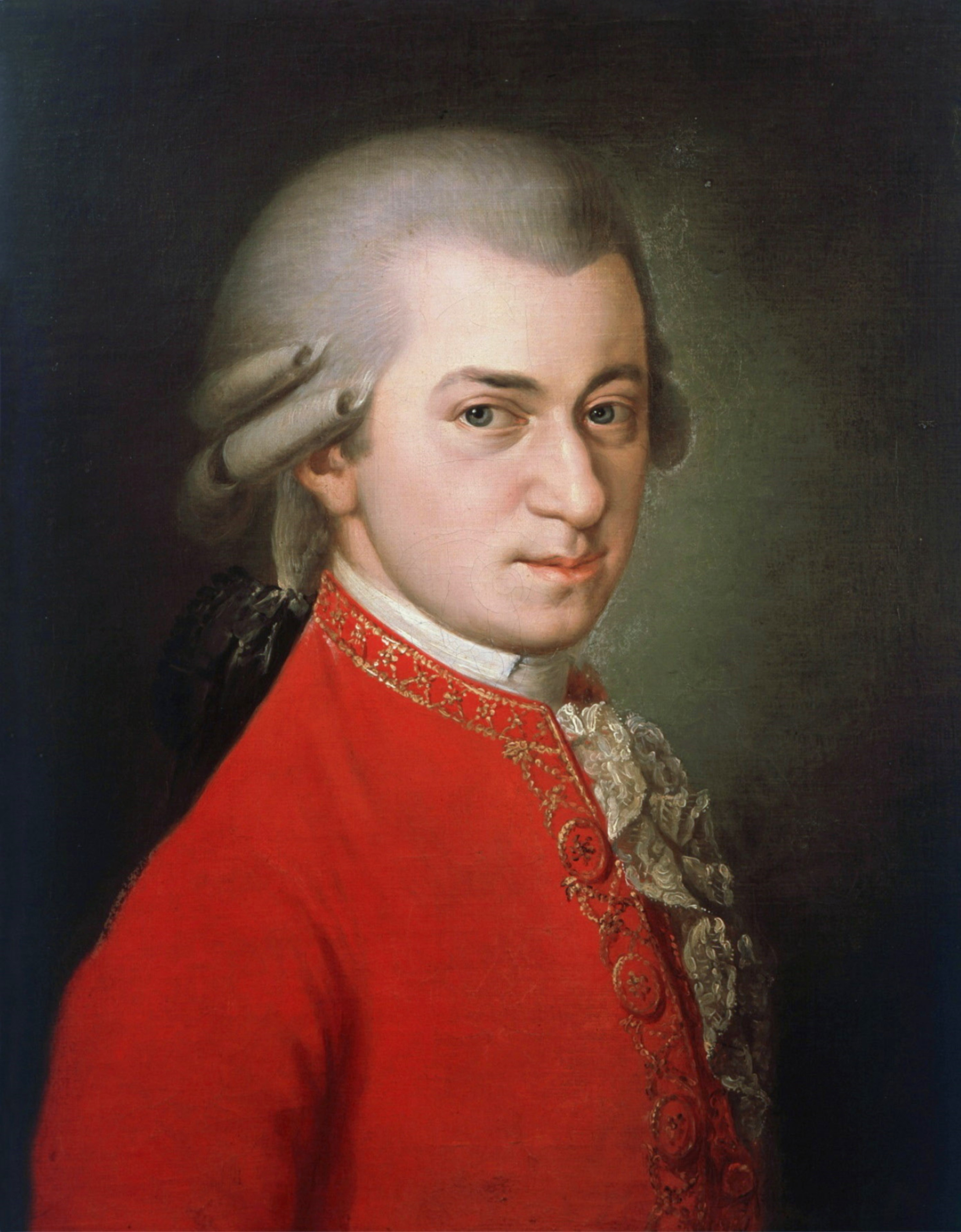
Barbara Krafft: Bildnis von Wolfgang Amadeus Mozart (1819)

Die vier Konzerte für Horn und Orchester (KV 412, 417, 447 und 495) von Wolfgang Amadeus Mozart bilden einen wichtigen Teil im Repertoire der meisten professionellen Hornisten.

## Entstehung
Mozart schrieb die vier Konzerte während seiner Zeit als freischaffender Komponist in Wien (1781–1791). Das Konzert in Es KV 417, sowie das Konzert in Es KV 495 wurden von Mozart eigenhändig datiert, und zwar mit dem 27. Mai 1783 (KV 417) und dem 26. Juni 1786 (KV 495). Die anderen beiden Konzerte, das Konzert in D KV 412, sowie das Konzert in Es KV 447, wurden von Mozart nicht datiert. Ludwig von Köchel gab für diese beiden Konzerte die Entstehungszeit mit 1782 für KV 412, sowie 1783 für KV 447 an. Dies ergibt für die Reihenfolge der Konzerte:
1. KV 412 („Nr. 1“)
2. KV 417 („Nr. 2“)
3. KV 447 („Nr. 3“)
4. KV 495 („Nr. 4“)

Diese Nummerierung ist immer noch gebräuchlich, obwohl es sich herausgestellt hat, dass sie falsch ist. Heute wird angenommen, dass das angeblich dritte Konzert (KV 447) 1787, also nach KV 495 („Nr. 4“), entstanden sein muss. Warum es Mozart jedoch nicht in sein eigenhändiges thematisches Verzeichnis eingetragen hat, bleibt ungeklärt. Beim angeblich ersten Konzert (KV 412) wird angenommen, dass es nicht als erstes, sondern als letztes der vier Konzerte komponiert wurde, und zwar im Jahr 1791. Diese späte Entstehungszeit würde auch erklären, dass diesem Konzert, das ausschließlich aus einem ersten Satz und einem Rondo, das nicht zu Ende instrumentiert wurde, besteht, ein Mittelsatz fehlt. Die korrekte Reihenfolge der vier Hornkonzerte wäre folglich:
1. KV 417 („Nr. 2“)
2. KV 495 („Nr. 4“)
3. KV 447 („Nr. 3“)
4. KV 412 („Nr. 1“)

Die – nach neuer Nummerierung – ersten drei Hornkonzerte KV 417, 495 und 447 sowie der unvollständig instrumentierte Rondosatz aus KV 412 hat Mozart für den Hornisten Joseph Leutgeb (1732–1811) geschrieben. Joseph Leutgeb wurde 1732 in Neulerchenfeld (damals Niederösterreich) geboren. Unklar ist, wo und bei wem Leutgeb studierte. Von 1764 bis 1773 wurde er als „Jägerhornist“ im Salzburger Hofkalender aufgeführt, zudem sind zwei öffentliche Auftritte in Wien (1752 und 1762) belegt und 1770 wird er in Paris erwähnt, wo er zwei oder drei selber komponierte Solokonzerte aufführte und großen Erfolg erntete. Leutgebs Solokonzerte sind jedoch nicht auffindbar. Fast alle für Leutgeb komponierten Werke sind mit einem schriftlichen Hinweis auf den Hornisten versehen, meist eine ironische Bemerkung, so zum Beispiel die Widmung des Konzerts in Es KV 417: Wolfgang Amadé Mozart hat sich über den Leitgeb Esel, Ochs, und Narr, erbarmt // zu Wien den 27: May 1783. Der Rondo-Entwurf KV 412 ist sogar durchgehend mit ironischen Bemerkungen versehen.